# Villa Salvati
Villa Salvàti è una dimora storica delle Marche, sita a Pianello Vallesina, frazione del comune di Monte Roberto, al centro dei Castelli di Jesi.

## Storia e descrizione

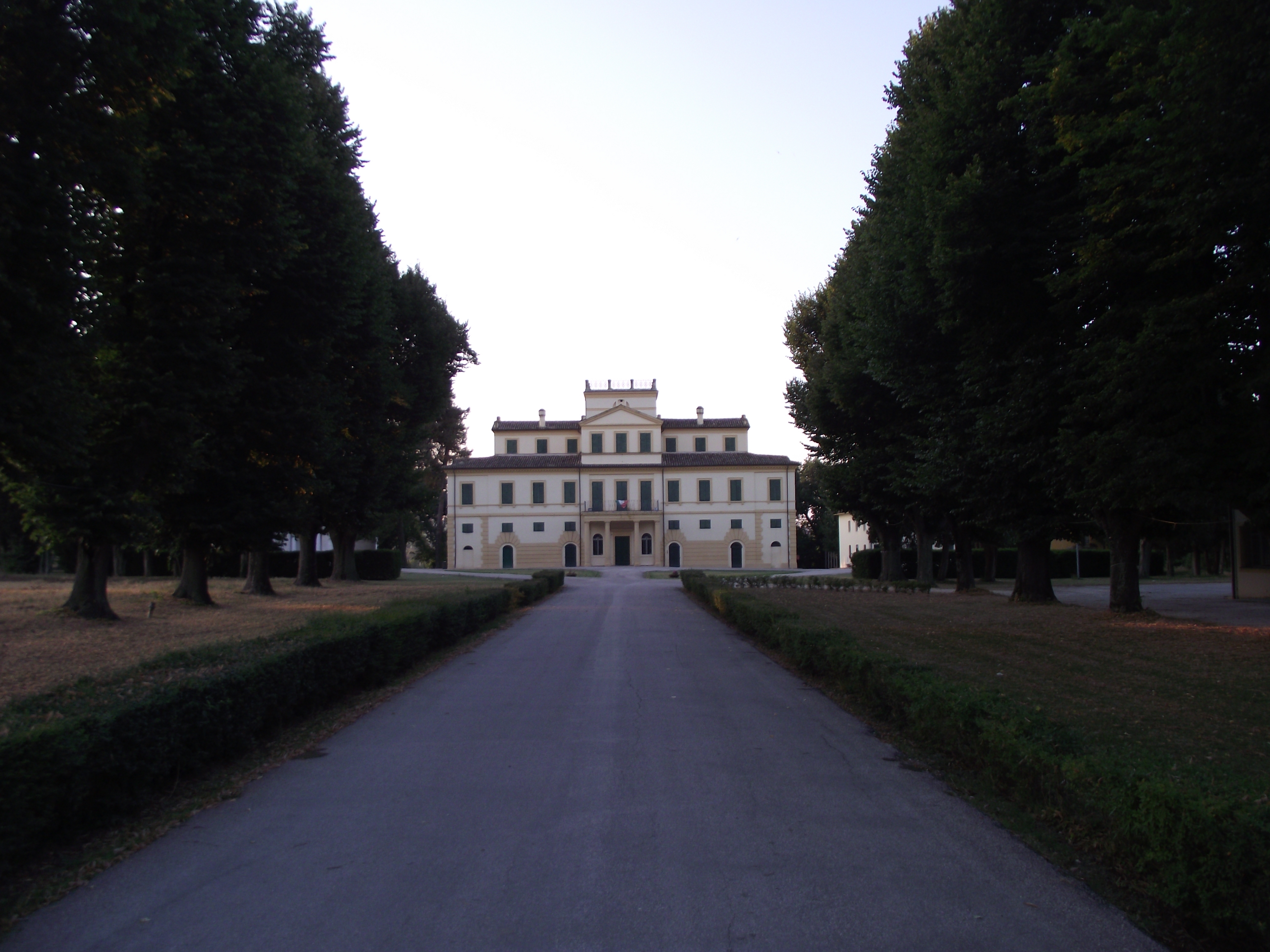
Vista dalla prospettiva del viale d'accesso

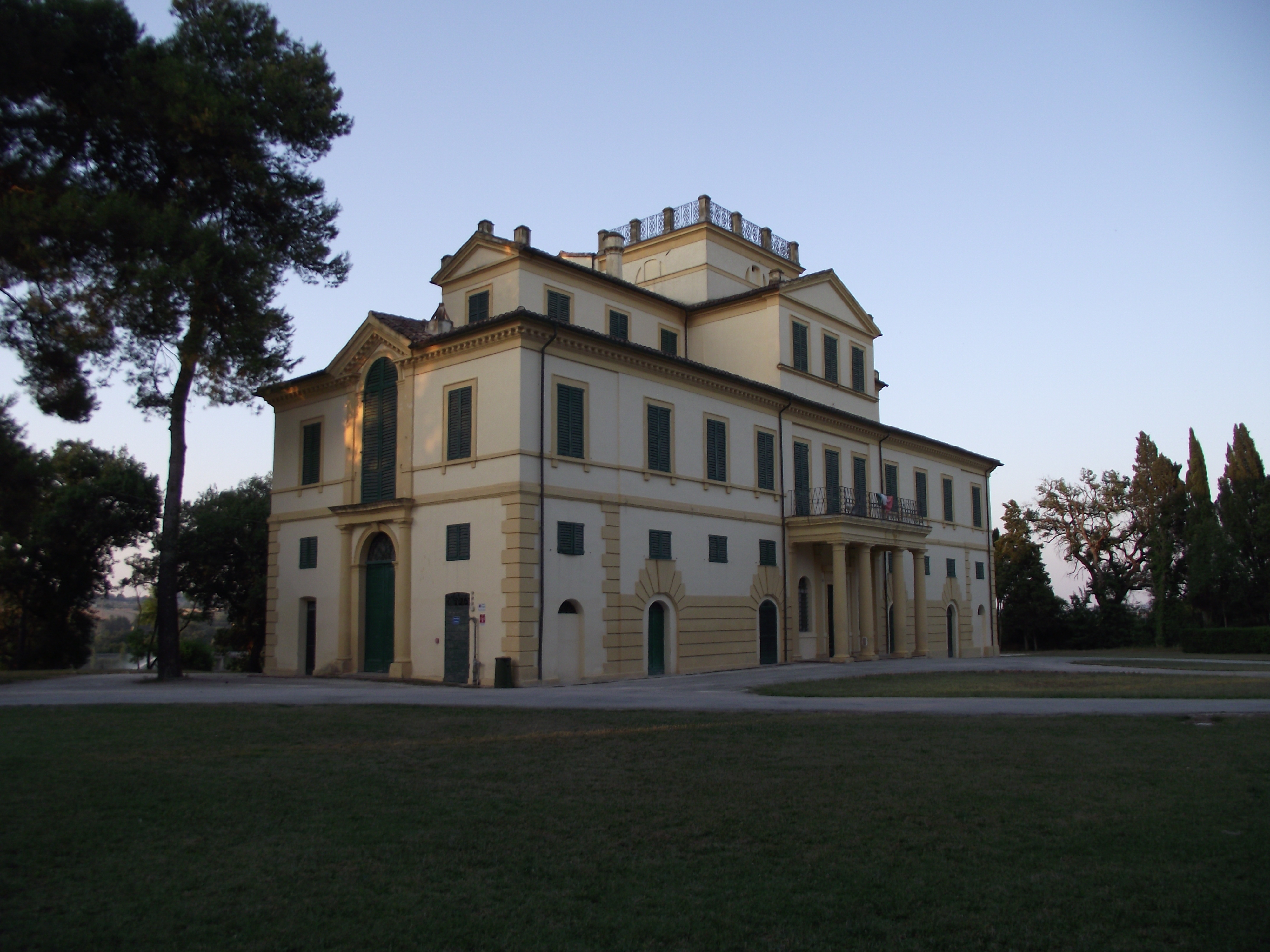
Veduta dell'edificio

Venne eretta in stile neoclassico fra il 1805 e il 1820 per volere di Serafino Salvati (1755-1835), ricco proprietario terriero che fece la sua fortuna come imprenditore industriale. 
Il progetto si deve all'architetto romano Giuseppe Camporese (1763-1822), che vi concepì anche un ingresso solenne costituito da un lunghissimo viale di tigli.
L'impianto è composto da due parallelepipedi sovrapposti e ruotati di 180 gradi atti formare una croce latina. 
La lunga facciata ritmata è incentrata su una parte centrale preceduta da un portico di quattro colone ioniche a sostenere un balcone, con timpano e culminante nella torre-terrazza. In basso è impostata su un alto zoccolo a bugnato. Le due facciate laterali, identiche, ma molto più strette, ripercorrono il disegno della parte centrale della facciata, senza portico aggettante ma con grande portone sovrastato da un grande finestrone ad arco.
L'interno è sontuoso e monumentale. Un grande atrio terreno funge da fulcro della planimetria. Riceve da destra e da sinistra due lunghi corridoi prospettici a colonne ioniche e volte a lacunari e di fronte si aprono tre grande arcate che danno il via a un grandioso scalone a rampe, montani dalle arcate laterali e discendente da quella centrale. Il soffitto dell'atrio, a volta a botte ribassata, è rivestito completamente da stucchi bianchi con motivi vegetali che inquadrano cassettoni a stucco con scene classico-epiche.  
Lo scalone che attraversa tutto l'edificio presenta volte a botte a lacunari e cupole piatte con una mirabile decorazione a stucchi e fioroni bianchi, sostenute da colonne ioniche. Il piano nobile ripercorre la planimetria del pianterreno. Un salone centrale riceve due lunghi corridoi negli assi est-ovest. Qui la decorazione è piuttosto pittorica, sullo stile del piemontese Felice Giani, già attivo nella vicina Città Regia di Jesi.
Il soffitto del salone raffigura  Marte e Venere con le tre Grazie e gli amorini racchiusi da una cornice dorata. I corridoi, ora ritmati da belle colonne corinzie in scagliola dai capitelli dorati. Alle volte e pareti sono una serie di Trompe-l'œil a motivi architettonici, faunistici  floreali. Intorno vi si aprono le sale di rappresentanza anch'esse finemente decorate.
Prima dell'ultima rampa dello scalone centrale, è un vano che si apre con ai lati due quinte in legno rimovibili utilizzato come palcoscenico per rappresentazioni teatrali.
A sinistra della villa è la neoclassica cappella di famiglia, dedicata a San Serafino. Presenta pianta centrale a cupola con pronao a colonne. Come un tempio rotondo l'interno è scandito da colonne corinzie scanalate che reggono una trabeazione a festoni, sulla quale poggia la cupola a cassettoni.